# インド倶楽部の謎
『インド倶楽部の謎』（インドくらぶのなぞ）は有栖川有栖の推理小説。作家アリスシリーズの長編9作目。『メフィスト』2017年 VOL.3 - 2018年 VOL.2に連載後、同年9月に講談社ノベルスとして刊行された。
「本格ミステリ・ベスト10」2018年5位、「ミステリマガジン2018年ミステリ・ベストランキング」9位、「このミステリーがすごい!」2019年版14位、「BOOK OF THE YEAR 2018」14位。

## 概要
本作は、神戸の街を舞台に、古代インドの聖者アガスティアの残した予言を伝えるとされる「アガスティアの葉」による、登場人物たちの前世と死の予言にまつわる連続殺人の謎を題材とした作品である。
『インド倶楽部の謎』というタイトルは、エラリー・クイーンが書こうとしてやめた作品の題名で、この題名をかねてより気に入っていた有栖川は、20年以上前からこの題名で作品を書きたいという希望を持っていた。本作はこの希望に沿って題名を頂いたものである。

## あらすじ
インド風ナイトクラブ「ニルヴァーナ」の経営者、間原郷太の邸宅である神戸の異人館街の外れにある屋敷「インド亭」に、男女7人が集まった。7人は、間原と後妻の洋子、間原のビジネスパートナーの加々山郁雄、私立探偵の坊津理帆子、ヨガのインストラクターの井深リン、臨床心理士の佐分利栄吾、インド音楽に精通し路上ライブを生業としている弦田真像である。彼らは共通してインドの文化に強い興味を持ち、それぞれが前世で結びついていると信じていた。井深が経営するヨガ教室をコーディネーターの出戸守が訪れて、前世や来世までを記録する運命の書として知られている「アガスティアの葉」のナーディー・リーダーによるリーディングの催しの紹介をしたことがきっかけで、「インド亭」で行われる月に1度の「例会」でメンバーたちによる公開リーディングが行われることになったのである。
「アガスティアの葉」を詠むナーディー・リーダーとして迎えられたラジーブにリーディングしてもらったのは、加々山と坊津、間原の3人で、ラジーブは彼らの前世と現世の出来事を次々と的中させ、さらに希望に応じて加々山と坊津が死亡予定日を2人の手帳に書き込む。ところが、散会した後、行方不明となっていた出戸が神戸湾で遺体となって発見され、さらに坊津も殺害される。当初は別々の殺人事件と見られていたが、それぞれノートパソコンがバスタブに沈められているなど犯行手口が類似していることと、2人とも公開リーディングに参加していたことから、連続殺人として捜査が行われることになった。しかも、坊津の死亡推定時刻は、発見された手帳に書き込まれていた死亡予定日の深夜から翌日にまたがるものであった。
兵庫県警の樺田警部に捜査協力を要請された臨床犯罪学者・火村英生は、友人で推理作家の有栖川有栖（アリス）を伴って、フィールドワークの名目で捜査に加わる。
関係者の事情聴取の中で浮かび上がってきたのは、リーディングのメンバーたちが記憶する前世は、坊津の前世であるアジャイ・アラムという勇敢な戦士を中心に取り巻くもので、彼らの前世の記憶は坊津から教えられたことで蘇ったということもあり、メンバーたちへの坊津の影響力が大きかったことであった。また、公開リーディングの際、間原は前妻の死の状況について、執拗に尋ねられていたことが判明する。さらに、スマートフォンの通話記録から、出戸が井深と接触する前から、坊津と出戸は連絡を取り合っていたことも判明する。これらの状況から、火村はラジーブがただの傀儡で、坊津がリーディングを装って前妻の死について何らかの弱みのある間原を脅迫していたものと推理する。

## 登場人物
火村英生（ひむら ひでお）
英都大学社会学部犯罪社会学専攻の准教授。臨床犯罪学者。
有栖川有栖（ありすがわ ありす）
推理作家。通称「アリス」。火村の学生時代からの友人。
間原郷太（まはら ごうた）
インド風ナイトクラブ「ニルヴァーナ」の経営者。48歳。神戸市在住。北野の「インド亭」と呼ばれる館の主人。「マハラジャ」があだ名で、堂々たる口髭をたくわえている。
前世は領主のところに出入りしていた商人で、ペルシャ系のイスラム教徒、シン。
間原洋子（まはら ようこ）
間原の妻。49歳。
前世は領主の美しい娘でアジャイ・アラムの許嫁、シャンバビ。
間原花蓮（まはら かれん）
間原の娘。17歳。高校2年生。
坊津理帆子（ぼうつ りほこ）
私立探偵。元町に亡夫から譲り受けた探偵事務所を構える。39歳。
前世は武芸に秀でた勇敢な戦士アジャイ・アラム。18歳のときに起きたインド大反乱に身を投じて戦死。
加々山郁雄（かがやま いくお）
イベント企画会社の社長で西日本切ってのプロモーター。50歳。間原のビジネスパートナー。大阪市在住。
前世はアジャイ・アラムの2歳年上の兄、チャンドラ。
井深リン（いぶか リン）
ヨガのインストラクター。南京町でヨガ教室「ヨガスタジオ・リン」開設している。20代後半か30歳に手が届いたところ。間原夫妻いわく「東洋美人」。
前世はアジャイ・アラムの3歳年下の従妹、ラダ。
佐分利栄吾（さぶり えいご）
臨床心理士。西元町で心療クリニックを開設している。33歳。「サブ」があだ名。
前世はシャンバビの遊び友だちで女の子のように可愛い男の子、ナシーム。
弦田真像（つるた しんぞう）
路上ライブを生業としている。インド音楽に精通し、初めて手にした楽器もやすやすと弾きこなす、自称「千の楽器を奏でる虚無僧みたいなもん」。35歳。丸レンズのサングラス、蓬髪、無精髭、破れたジーンズがトレードマーク。
前世はアジャイ・アラムの幼馴染で愉快だが不器用なバジブ。アジャイよりも先に戦死した。
ラジーブ
アガスティアの葉を詠むナーディー・リーダー。がっちりした体格と美しく豊かな口髭と鉤鼻を備えた容貌のインド人。南インドのチェンマイ在住。
出戸守（でと まもる）
ラジーブのコーディネイター。30代半ば。色黒で口髭を生やしている。
樺田（かばた）
兵庫県警の警部。
野上（のがみ）
兵庫県警捜査一課の叩き上げの巡査部長。火村の介入を快く思わない。
遠藤（えんどう）
兵庫県警捜査一課の刑事。粘り腰が身上の野上と刑事の常識を超える推理を組み立てる火村のどちらも範としたいと思っている。

## 書誌情報
- 2018年9月、『インド倶楽部の謎』 講談社ノベルス、 ISBN 978-4-06-513138-1
- 2020年9月、『インド倶楽部の謎』講談社文庫、ISBN 978-4-06-520132-9